# Wilachchiya Division
Wilachchiya Division är en division i Sri Lanka.   Den ligger i provinsen Norra Centralprovinsen, i den nordvästra delen av landet, 180 km norr om huvudstaden Colombo.